# AlterHis
AlterHis est une chaîne YouTube francophone lancée en 2014 et spécialisée dans l'uchronie ainsi que, dans une moindre mesure, dans la fiction en général.

## Biographie
Le vidéaste AlterHis est originaire de Picardie.
En juillet 2022, sa chaîne compte 312 000 abonnés. En novembre 2024, il compte 453 000 abonnés.
En décembre 2022, il intervient dans le journal 20 Minutes pour se livrer à des exercices d'uchronies.
AlterHis réalise depuis 2020 la web-série Paris 1328, qui imagine la téléportation du Paris actuel au Moyen Âge, à la veille de la guerre de Cent Ans. Il en a réalisé trois saisons, avec des incertitudes sur l'éventualité d'une quatrième. En 2023, il publie un premier livre adapté de cette série.
En septembre 2024, il annonce la réalisation d'une bande dessinée sur le thème du mythe de la Terre creuse, en tant que scénariste principal aidé par un coscénariste, et dont l'histoire serait basée sur une vidéo qu'il avait déjà publiée à ce sujet. Le 16 octobre 2024, il annonce le projet « Agartha », campagne de financement participatif visant à commercialiser cette bande dessinée.

## Ligne éditoriale
AlterHis imagine notamment ce qu'il se serait passé si les conquêtes d'Alexandre le Grand avaient empêché la fondation de l'Empire romain, ou si le monde des sorciers de Harry Potter était réel.
En France, la chaîne AlterHis est recensée en 2018 par le ministère de la Culture parmi 350 autres chaînes YouTube « potentiellement adaptées à un usage éducatif, sélectionnées pour la qualité de leur contenu ».

## Ressources externes
- Vincent Ballester, « ENTRETIEN. Alterhis raconte l'histoire sur Youtube en la modifiant : bienvenue en uchronie », sur france3-régions.francetvinfo.fr, 22 juillet 2022 (consulté le 13 juillet 2024).
- Julien Lausson, « Maths, uchronies & speed run : 5 chaînes YouTube à voir en juillet 2022 », sur numerama.com, 26 juin 2022 (consulté le 13 juillet 2024).
- « AlterHis », sur histoiredelire.fr, 13 novembre 2023 (consulté le 13 juillet 2024).
- « AlterHis », sur babelio.com (consulté le 13 juillet 2024).
- Le Guide de l'uchronie sur Google Livres.
- Les soldats de 1940 - Une génération sacrifiée sur Google Livres.